# アルジャーノン・シーモア (第7代サマセット公)
第7代サマセット公爵アルジャーノン・シーモア（Algernon Seymour, 7th Duke of Somerset, 1684年11月11日 - 1750年2月7日）は、イギリスの貴族。ノーサンバランド伯爵及びエグレモント伯爵に叙せられた。
父は第6代サマセット公爵、母は第11代ノーサンバーランド伯爵ジョスリン・パーシーの娘エリザベス。

## 経歴
公位継承前は政治活動と軍務に専念、1705年に下院議員に選出され1722年まで下院議員として活動、1709年に歩兵連隊隊長となってから昇進を重ね、1722年に母方の家系であるパーシー家から受け継いだアニックのパーシー男爵として貴族院より議会招集を受けた（ただし、実際には同男爵位は1670年の母方の祖父である第11代ノーサンバーランド伯爵の死によって廃絶していたため、新規に創設されたものとみなされて現在もノーサンバーランド公爵家が継承し続けている）。
1715年から1740年に近衛騎兵第2中隊隊長、1737年から1742年までメノルカ島の総督を務め、1740年から1742年までロイヤル・ホースガーズ隊長、1742年から1750年までガーンジー島総督に在任、1742年から1750年までロイヤル・ホースガーズ隊長に再任された。
1713年にヘンリー・シン（ウェイマス子爵トマス・シンの息子）の娘フランシスと結婚、エリザベス（1716年 - 1776年）とジョージ（1725年 - 1744年）を儲けたが、1744年にジョージが急死すると継承者がいなくなり、将来の領土相続が危うくなっていった。1748年に父が亡くなり公位を継承した時は高齢であり、シーモア家から男子の相続人を探し出し、同時に広大な領土の分割相続を模索するようになった。
1749年に母方の祖父の死後消滅していたノーサンバランド伯爵及びワークワース男爵に叙爵、娘エリザベスの夫であるヒュー・スミソンを後継者に選び出しパーシー家から受け継がれたノーサンバランド伯の所領を譲ることにした。伯爵位創設の翌日付でさらにエグレモント伯爵及びコッカマス男爵も授けられたほか、妹キャサリンが産んだ甥のチャールズ・ウィンダムに相続させるよう取り計らい、サマセット公位は遠縁のエドワード・シーモアに継承させることにした。こうして相続問題に対処した末、1750年に65歳で亡くなった。
父から受け継いだ爵位のうち、ビーチャム男爵位及びトローブリッジのシーモア男爵位は消滅したが、生前の措置に従いサマセット公爵位はエドワードに、ノーサンバランド伯爵位はヒューが、エグレモント伯爵位はチャールズが継承、エリザベスもアニックのパーシー男爵位を継ぎ、ハートフォード伯爵位は遠縁のフランシス・シーモア＝コンウェイに相続された。所領は分割・縮小されたが血統は存続、後にヒューはパーシー家に改姓してノーサンバランド公爵に昇格、フランシスはハートフォード侯爵に叙せられた。チャールズの系統は断絶したが、ヒューとエリザベス夫妻、エドワード及びフランシスの子孫はイギリス貴族として存続した。

## 爵位
1722/3年1月21日に繰上勅書によって下記の爵位を継承したが、実際は当該爵位はすでに廃絶していたために以下の爵位が結果的に新設された。
- 初代アニックのパーシー男爵（英語版）(1st Barons Percy of Alnwick)
(議会召集令状によるグレートブリテン貴族爵位)

1748年12月2日に父の死去に伴って、以下の爵位を継承した。
- 第7代サマセット公爵(7th Duke of Somerset)
(1546/7年2月15日の勅許状によるイングランド貴族爵位)
- 第7代ハートフォード伯爵(7th Earl of Hertford)
(1558/9年1月19日創設のイングランド貴族爵位[8])
- 第7代シーモア男爵(7th Baron Seymour)
(1546/7年2月15日の勅許状によるイングランド貴族爵位)
- 第7代ビーチャム男爵（英語版）(7th Baron Beauchamp)
(1558/9年1月19日創設のイングランド貴族爵位[8])

- 第5代トローブリッジのシーモア男爵（英語版）(5th Baron Seymour of Trowbridge)
(1640/1年2月19日創設のイングランド貴族爵位)

1749年10月2日に以下の爵位を新規に叙された。
- 初代ノーサンバーランド伯爵(1st Earl of Northumberland)
(勅許状によるグレートブリテン貴族爵位)
- 初代ノーサンバーランド州におけるワークワース城のワークワース男爵(1st Baron Warkworth, of Warkworth Castle in the County of Northumberland)
(勅許状によるグレートブリテン貴族爵位)

同年翌日付(10月3日)に以下の爵位を新規に叙された。
- 初代エグレモント伯爵(1st Earl of Egremont)
(勅許状によるグレートブリテン貴族爵位)
- 初代カンバーランド州におけるコッカマス城のコッカマス男爵(1st Baron Cockermouth, of Cockermouth Castle in the County of Cumberland)
(勅許状によるグレートブリテン貴族爵位)